# گمینا نوووگرود
گمینا نوووگرود (به لهستانی:  Gmina Nowogród) یک گمینا در لهستان است که در شهرستان وومژا واقع شده‌است. گمینا نوووگرود ۱۰۰٫۹۸ کیلومتر مربع مساحت و ۴٬۱۷۰ نفر جمعیت دارد.